# Maxime Letourneur
Pour les articles homonymes, voir Letourneur.
Maxime Letourneur, né le 13 mars 1906 à Saint-Sulpice-les-Feuilles et mort le 10 décembre 1980 à Paris, est un juriste français, membre du Conseil d'État. Il est resté célèbre pour ses conclusions prononcées en tant que commissaire du gouvernement. Il fut président du tribunal administratif de l'Organisation internationale du travail, président de la Société de législation comparée de 1970 à 1973 et maire de sa ville natale de 1953 à sa mort.

## Biographie
Après avoir réussi le concours de l'auditorat du 16 décembre 1930, Maxime Letourneur est nommé auditeur de 2e classe au Conseil d'Etat par un décret du 20 décembre 1930. Il entre en fonctions l'année suivante. En 1935, il est nommé membre du comité du contentieux institué auprès de l'Agence judiciaire du Trésor et en 1937 rapporteur du jury national des marchés de guerre. Il est ensuite nommé auditeur de 1re classe par décret du 3 février 1938, puis rapporteur adjoint à la cour supérieure d'arbitrage et commissaire adjoint du gouvernement près du jury national des marchés de guerre. Il est nommé maître des requêtes par arrêté de Raphaël Alibert du 29 novembre 1940. Maxime Letourneur est nommé membre du comité consultatif du contentieux au secrétariat d'Etat à la production industrielle en 1941, vice-président du sous-comité du contentieux de l'Exposition internationale de Paris de 1937, des sous-comité du contentieux du ministère du travail et du ministre de la production industrielle. Enfin, il est nommé conseiller d'Etat en 1954.
C'est surtout en tant que commissaire du gouvernement, où il est nommé par arrêté du 28 janvier 1941 du ministre de la justice Joseph Barthélémy, que Maxime Letourneur marque de son empreinte le Conseil d'Etat. Ses conclusions sont restées célèbres dans l'histoire du droit administratif, notamment dans l'affaire SARL du Journal l'Aurore de 1948, relative à la non-rétroactivité des actes administratifs, dans l'affaire Dame Kirkwood de 1952, qui reconnaît pour la première fois l'invocabilité d'un traité international dans un recours pour excès de pouvoir, dans l'affaire Société des concerts du Conservatoire de 1951, qui qualifie expressément le principe d’égalité devant le service public de principe général du droit, ou encore dans l'affaire Barel de 1954, qui consacre la liberté d'opinion politique des fonctionnaires. Il est ensuite nommé président de la 11e sous-section de la Section du contentieux.
« Membre influent du Conseil », Maxime Letourneur joue un rôle majeur dans la définition et l'expansion des principes généraux du droit, en plein essor dans la jurisprudence administrative après la Seconde Guerre mondiale. Il est l'un des premiers à proposer une définition des principes généraux du droit reprise du président Tony Bouffandeau,, à savoir :

« des règles de droit non écrites, ayant valeur législative, et qui, par suite, s’imposent au pouvoir réglementaire et à l’autorité administrative, tant qu’elles n’ont pas été contredites par une disposition de loi positive ; […] mais ces règles ne peuvent être regardées comme faisant partie d’un droit public coutumier, car, pour la plupart, la constatation de leur existence par le juge administratif est relativement récente. En réalité, il s’agit d’une œuvre constructive de la jurisprudence réalisée pour des motifs supérieurs d’équité, afin d’assurer la sauvegarde individuelle des citoyens »

.
Selon le professeur Roland Drago, « On lui doit les progrès qu'a réalisés la jurisprudence à propos des principes généraux du droit, du droit pour le juge de demander à l'administration les raisons de fait et de droit qui ont motivé son action, de la motivation des actes administratifs, de l'erreur manifeste d'appréciation ». De son expérience en tant que membre puis que président du Tribunal administratif de l'Organisation internationale du Travail, il retient la notion de proportionnalité qui sera introduite dans la jurisprudence administrative à compter des années 1970, notamment en matière de sanction infligée aux agents publics avec l'arrêt Lebon de 1978.
En parallèle de ses fonctions juridictionnelles, Maxime Letourneur est également chef de la mission permanente d'inspection de la juridiction administrative entre 1963 et 1968, date à laquelle il est nommé président adjoint de la Section du contentieux en remplacement d'Aubert Lefas. Il est remplacé dans cette fonction par Pierre Ordonneau à compter du 15 septembre 1971. Il est également président de la Société de législation comparée de 1970 à 1973 et maire de sa commune natale de Saint-Sulpice-les-Feuilles de 1953 à sa mort, en 1980. La ville a nommé une de ses avenues en son honneur.
Il est nommé président de la commission de la pêche fluviale en 1973 et de la deuxième section de la commission centrale d'aide sociale en 1976. Il est admis à la retraite à compter du 13 mars 1976, ayant atteint la limite d'âge imposée par la loi du 30 décembre 1975 relative à la limite d'âge,.

## Décoration
- Officier de l'ordre de la Santé publique (1955)[32]

### Ouvrages
- Maxime Letourneur, Jean Meric, Le Conseil d'Etat et les juridictions administratives, 1955, Librairie Armand Collin
- Maxime Letourneur, Jacqueline Bauché, Jean Meric, Le Conseil d'Etat et les tribunaux administratifs, 1970, Librairie Armand Collin

### Articles
- Les "principes généraux du droit" dans la jurisprudence du Conseil d'Etat, Etudes et documents du Conseil d'Etat (EDCE) n° 3, 1951, p. 19-31[33]
- L'apparition de nouveaux éléments subjectifs dans le recours pour excès de pouvoir, Etudes et documents du Conseil d'Etat (EDCE) n° 7, 1953, p. 66-70
- Le principe de la non-rétroactivité des actes administratifs, tableau descriptif de la jurisprudence, Etudes et documents du Conseil d'Etat (EDCE), n° 9, 1955, p. 37-48
- L'effet dévolutif de l'appel et l'évocation dans le contentieux administratif, Etudes et documents du Conseil d'Etat (EDCE) n° 12, 1958, p. 59-72
- Reflections on the Role of the French Administrative Judge, University of Chicago Law Review: Vol. 26 : Iss.3, Article 7, 1959, p. 436-440[34]
- L’influence des idées du doyen Duguit sur la jurisprudence du Conseil d’État, Revue juridique et économique du Sud-Ouest, 1959, Congrès commémoratif du centenaire de la naissance de Léon Duguit, (Bordeaux, 29-30 mai 1959), Annales de la faculté de droit et des sciences politiques de l'université de Bordeaux (avec Didier Boutet, Jean-François Théry, Claude Heumann et François Gazier), p. 181
- L'étendue du contrôle du juge de l'excès de pouvoir, Etudes et documents du Conseil d'Etat (EDCE) n° 16, 1962, p. 51-62
- Quelques réflexions sur la codification du droit administratif, in Mélanges Léon Julliot de la Morandière, Dalloz, t. 2, 1964, p. 277-292
- L'évolution récente de la jurisprudence administrative pour la protection des droits des citoyens, International Review of Administrative Sciences, XXXI, N° 1, 1965, p.24-30
- L'influence du droit comparé sur la jurisprudence du Conseil d'État, in Livre du centenaire de la Société de législation comparée, 1969, p. 211
- L'erreur manifeste d'appréciation dans la jurisprudence du Conseil d'Etat français, in Mélanges en l'honneur de Ganshof van der Meersch, 1972, p. 563
- Une jurisprudence administrative originale : la jurisprudence du Tribunal administratif de l'Organisation Internationale du Travail, in Mélanges offerts à Paul Couzinet, 1974, p. 449-462
- Le Tribunal administratif de l'organisation internationale du travail, quelques aspects de sa jurisprudence, in Mélanges offerts à Marcel Waline, Le juge et le droit public, t. 1, 1974, p. 203-214